# Aenictus wroughtonii
Aenictus wroughtonii é uma espécie de formiga do gênero Aenictus.